# Bulz

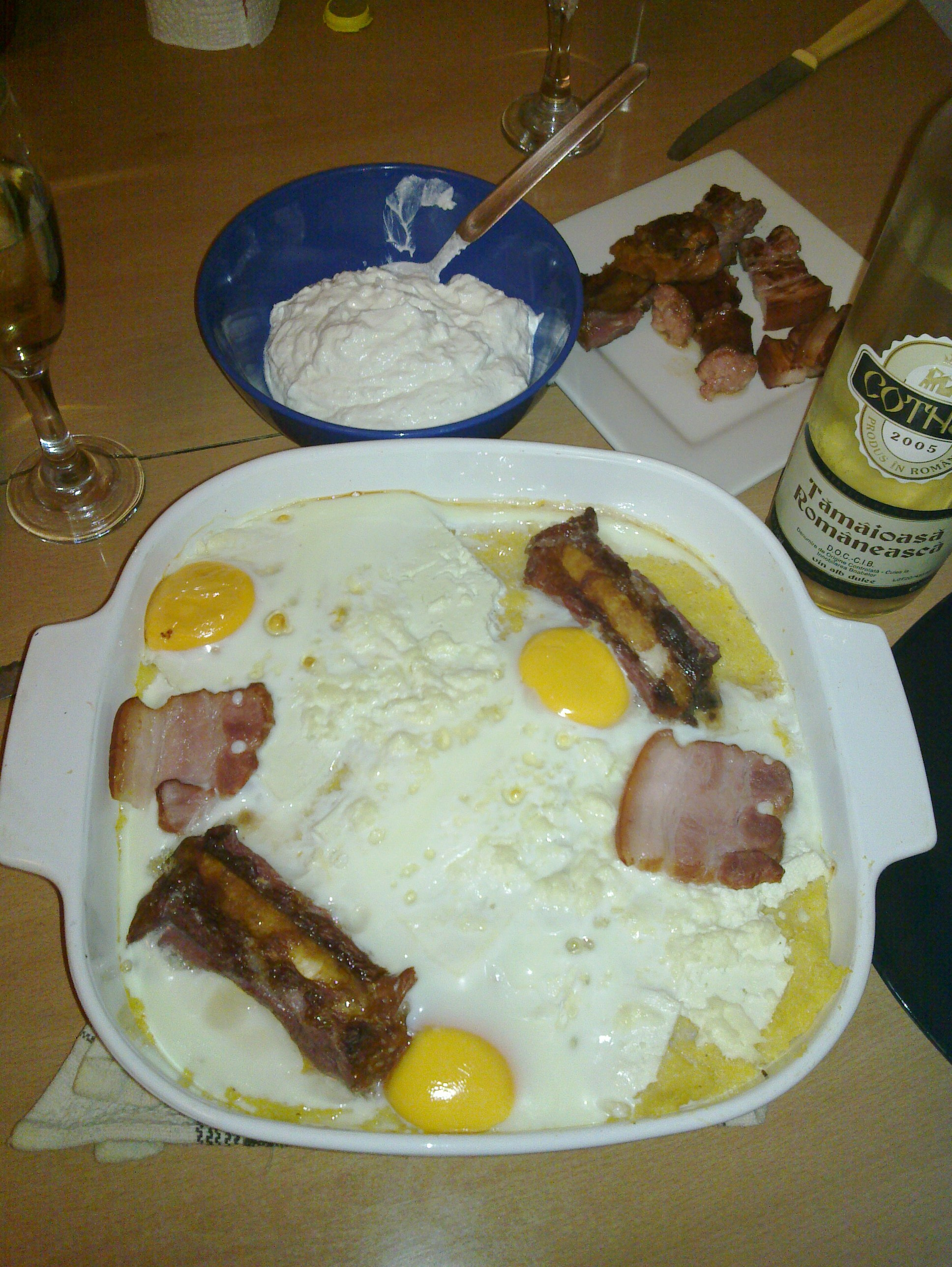
Plat de bulz amb ous i carn.

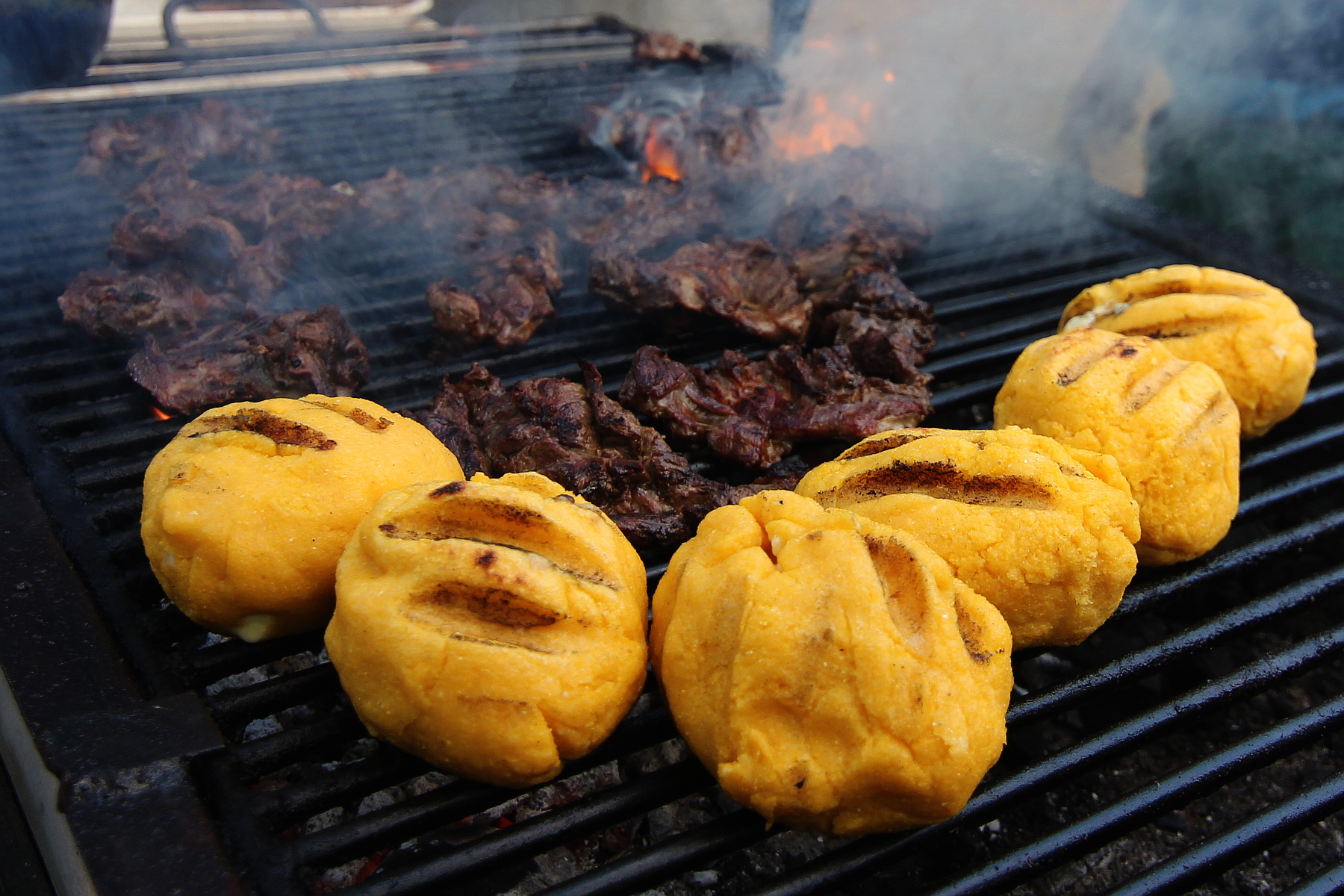
Bulz tipus cocoloși fets a la barbacoa amb pastramă

El bulz, també anomenat urs de mamaliga (os de mamaliga), és un plat romanès, típicament de pastor, fet amb mamaliga i formatge (brânză en romanès) cuits al forn. Normalment s'acompanya amb nata smântână i sovint també se li afegeix ous, salsitxes o altre tipus de carn. El juny de 2010, el municipi de Covasna establí un rècord Guiness del bulz més gran, amb un exemplar d'uns 50 metres.
Una variant, coneguda com a cocoloși, consisteix en boles farcides de formatge que es poden coure al forn o a la graella.